# Griglio da Gemona
Mastro Giovanni noto come Griglio da Gemona (fl. XIV secolo) è stato uno scultore e architetto italiano del XIV secolo.

## Biografia
Attivo nella zona di Gemona e di Venzone, come scultore realizzò tra il 1331 e 1332 la colossale statua di San Cristoforo e le nove statue della Natività presenti sulla facciata del Duomo di Gemona.
Come architetto curò la ristrutturazione della chiesa di Sant'Andrea a Venzone, completata nel 1388 e consacrata il 2 agosto del 1338 dal patriarca Bertrando di San Genesio.

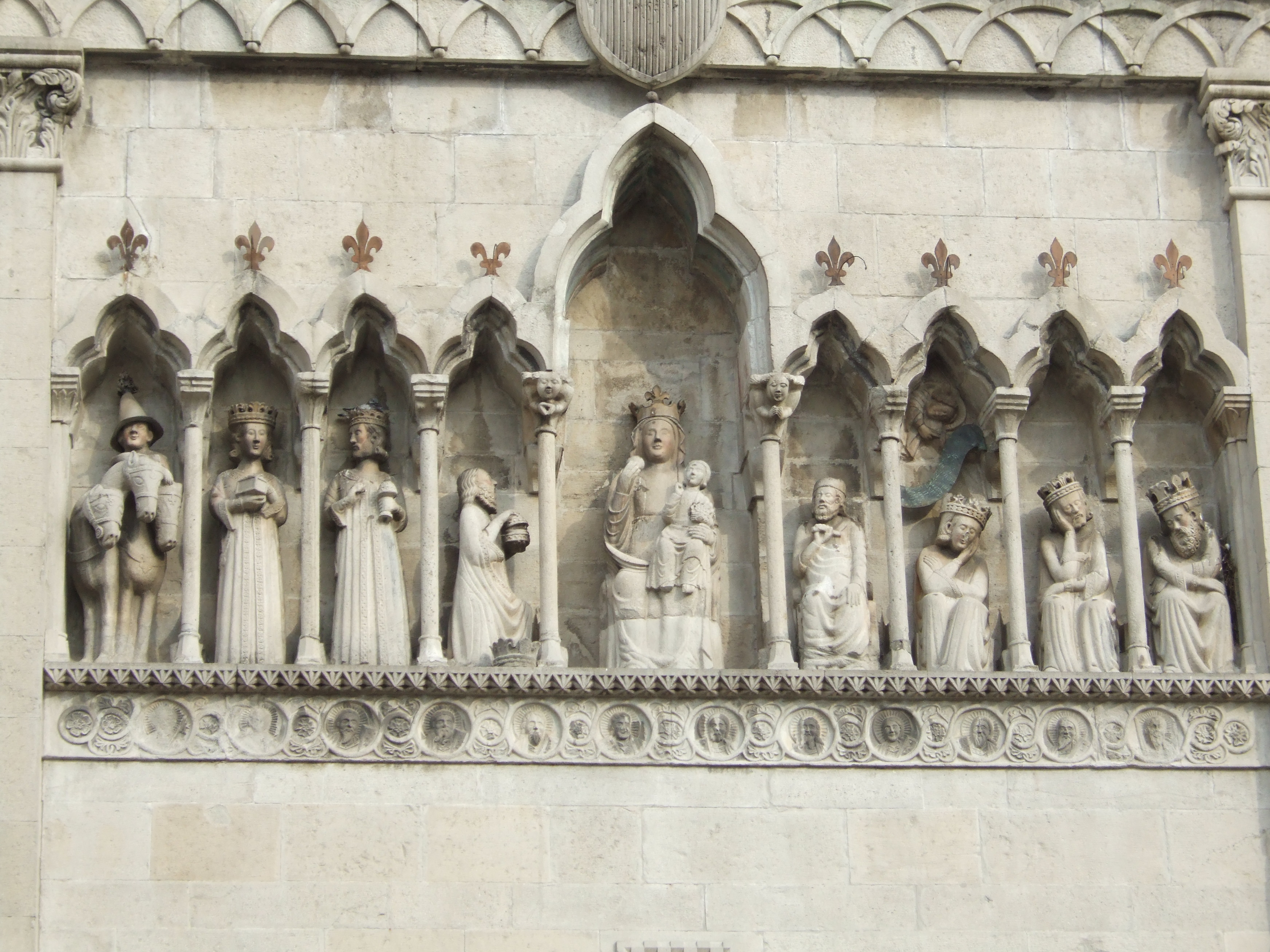
La Natività sulla facciata del Duomo di Gemona.
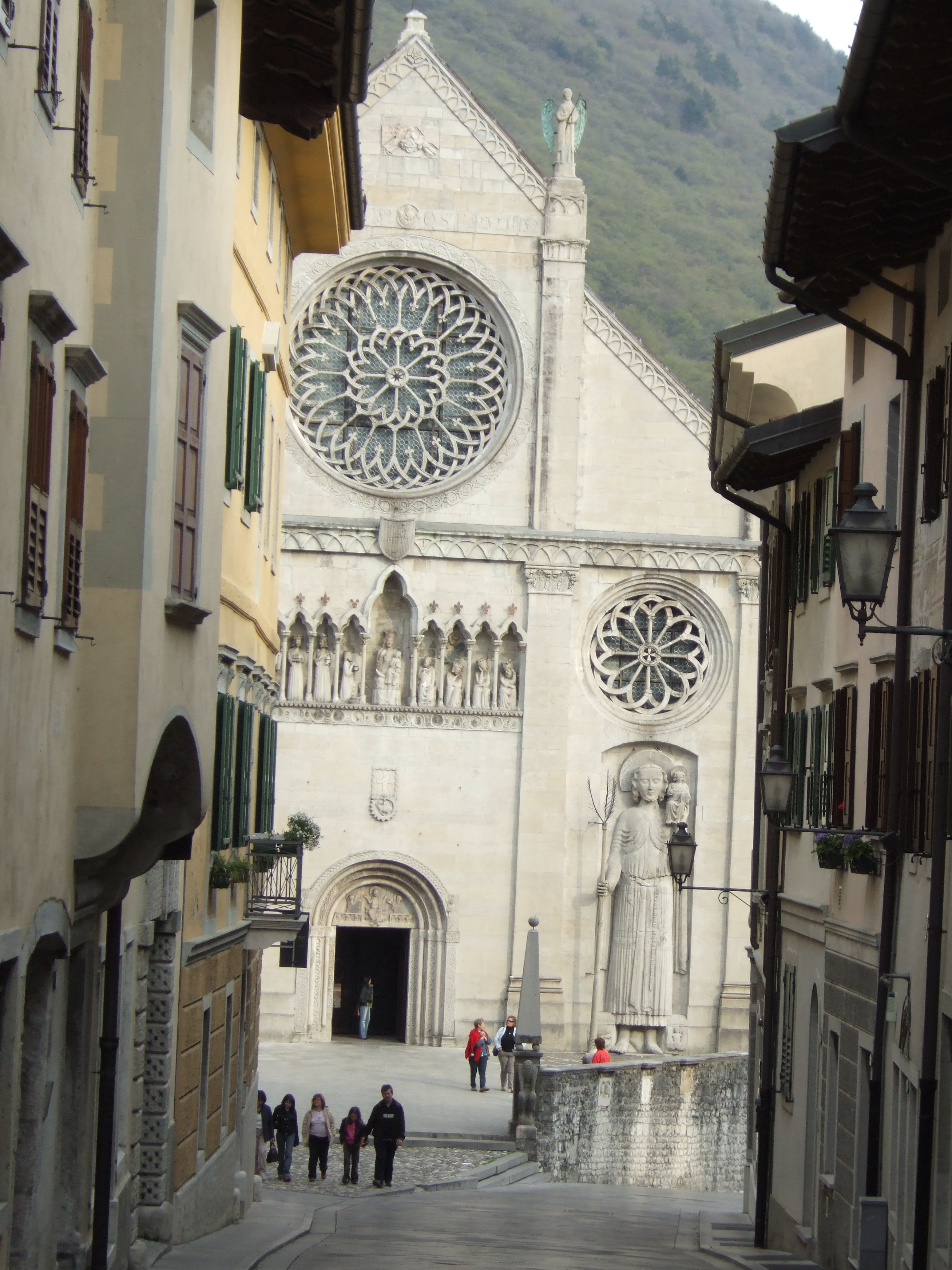
Facciata del Duomo di Gemona con le statue della Natività e la statua di San Cristoforo.